# Pasapalabra (España)
Pasapalabra es un concurso de televisión español emitido desde el 24 de julio de 2000 en diferentes cadenas. Originalmente se emitía a través de Antena 3, donde permaneció hasta 2006. Un año después, en 2007, el programa se mudó a Telecinco, que lo emitió desde ese mismo año hasta 2019. Después, el concurso terminó regresando a Antena 3 para su emisión desde el 13 de mayo de 2020.

## Historia
Está basado en el formato original británico The Alphabet Game. En él, dos concursantes intentan acumular segundos en varias pruebas con palabras, que servirán para tener más tiempo para contestar a todas las definiciones de la prueba final, llamada «el rosco».
En España, el concurso ha sido presentado por Silvia Jato, Constantino Romero y Jaime Cantizano (en Antena 3 desde el 2000 hasta 2006); Christian Gálvez (en Telecinco desde 2007 hasta 2019) y Roberto Leal (en Antena 3 desde 2020).
Fue el concurso que entregó el mayor premio de la televisión en España en su día (2 190 000 €), récord que le arrebató el concurso ¡Boom! en 2016 (2 326 500 €) y posteriormente en 2019 (6 689 700 €).
En 2010 fue galardonado con el Premio Especial del Jurado de los Premios Ondas 2010, por sus 10 años de éxito en televisión.
Durante su paso por Telecinco, el concurso presentado por Christian Gálvez se emitió de lunes a viernes desde las 20h05 a 21h05 en el primer canal de Mediaset España, liderando su franja de emisión a diario. En julio de 2017, el programa fue eliminado de la parrilla los sábados y domingos para ceder su puesto a Viva la vida, tal y como ocurrió anteriormente con el programa ¡Qué tiempo tan feliz! presentado por María Teresa Campos.
El 1 de octubre de 2019 tras un largo conflicto por los derechos de emisión del concurso contra ITV Studios Global Entertainment, el Tribunal Supremo ordenó a Mediaset España cesar inmediatamente la emisión del programa. Mediaset comunicó que no tomaría una decisión final hasta que recibieran una sentencia. Esa misma tarde tras recibirla, Mediaset comunicó públicamente que esta sería acatada de forma inmediata y que ese mismo día se emitiría su último programa, siendo sustituido por El tirón.
El 19 de diciembre de 2019 se publicó que Atresmedia había llegado a un acuerdo con ITV Studios para la emisión del programa desde 2020. De este modo, Pasapalabra regresaría a Antena 3, canal en el que se estrenó veinte años antes. En esta etapa, Buendía Estudios produciría el programa junto a la propia ITV, a la que se sumaría en los dos meses venideros la productora Boomerang TV a raíz del acuerdo de esta con ITV Studios, por el cual Boomerang TV produciría en España todos los formatos de entretenimiento de la compañía británica.
El 31 de diciembre de 2019 se anunció que el programa volvería en el segundo trimestre de 2020 sustituyendo a ¡Boom! en su franja, lo que supondría la redistribución tanto de dicho concurso como de ¡Ahora caigo! en la parrilla del canal. El 14 de abril de 2020 se anunció que Roberto Leal sería el presentador.
El 17 de noviembre de 2022, la Audiencia Provincial de Barcelona condena a Atresmedia a cesar la emisión de la prueba final del programa, "El rosco", ya que el tribunal "considera que esta prueba final vulnera los derechos de propiedad intelectual de MC&F que tiene sobre El rosco" e impone además del cese de la emisión de la prueba, una indemnización por daños morales a MC&F de 50.000 euros. ITV y Atresmedia ganaron en primera instancia la demanda presentada por MC&F, pero la productora recurrió y la Audiencia Provincial de Barcelona le ha dado la razón. Está decisión no es definitiva, ya que Atresmedia e ITV han recurrido la resolución de la Audiencia Provincial de Barcelona ante el Tribunal Supremo, por lo que "El rosco" seguirá emitiéndose en Antena 3 hasta que el Tribunal decida sobre el recurso. La decisión puede alargarse hasta tres años.
En 2023 el Tribunal General de la UE rechazó la petición de MC&F de  conservar la marca propia "el Rosco", y dijo que el registro había sido hecho de "mala fe", aprovechándose de una sentencia del 2014 que impedía proteger el nombre a través de la propiedad intelectual por estar incluido dentro de 'Pasapalabra', e impidiendo a ITV usar el nombre a pesar de ser quienes lo crearon.

## Mecánica
- En cada programa participan dos concursantes, ayudados cada uno por dos famosos.
- En la parte principal se realizan varias pruebas jugando con palabras, que tienen como objetivo acumular segundos para la prueba final.
- En la parte final, los concursantes deben intentar acertar el máximo número de palabras de un total de 25 que forman El rosco final de Pasapalabra. El concursante que más palabras acierta se lleva 1200 euros y vuelve en el siguiente programa. Si uno de los dos concursantes acierta las 25 palabras, se lleva el bote que se ha ido formando con los 6000 euros de cada día que alguien no se lo lleve. Si el concursante se lleva el bote, no se llevará el dinero (de 1200 euros por programa) acumulado durante los programas anteriores, en caso de haber acumulado algo.[66]

## Pruebas

### Pruebas acumulativas de segundos
Pruebas realizadas desde el 10 de septiembre de 2018:
- Silla azul: No sirve para acumular segundos. El jugador que perdió en el programa anterior en el rosco se enfrenta a un concursante nuevo en una serie de preguntas, cuya respuesta empieza por la letra elegida por el nuevo candidato de entre las dos ofrecidas por el presentador. El jugador que falle dos preguntas abandona el concurso, y el otro ocupa la silla azul. El concursante que más permanencia ha conseguido en esta prueba es Aurora Díaz, hasta que el 14 de agosto de 2018 cayó eliminada.
- Una de cuatro: El presentador plantea una pregunta y cuatro opciones de respuesta. Si el concursante acierta, la respuesta desaparece de la pantalla y es cambiada por otra en su lugar junto a una nueva pregunta. Si falla, salta el turno al compañero. El presentador hace preguntas durante 90 segundos. Por cada acierto el equipo acumula dos segundos. El 22 de febrero de 2019, Eloína Marcos acertó 16 preguntas consecutivas, logrando 32 segundos, récord hasta la fecha, en el equipo naranja, que en ese momento estaba liderado por Jerónimo Hernández y Jorge Cadaval.
- La pista musical: En esta prueba, se enfrentan directamente los componentes de los dos equipos en tres turnos: primero las invitadas, después los concursantes y por último los invitados de sexo masculino, aunque desde principios de 2023, en algunos programas, en el primer turno se enfrentan los dos primeros invitados de equipos y sexos opuestos y en el tercer turno se enfrentan los dos invitados restantes. El objetivo de esta prueba es adivinar una canción a partir de las pistas que les da el presentador. La pista es, inicialmente, escuchar unos pocos segundos de dicha canción. Cada vez que el presentador acaba de leer la pista, los participantes deberán apretar el pulsador e intentar adivinar. Si fallan, se le cede el turno al oponente, sucesivamente hasta agotar las 5 pistas que el presentador puede dar. El número de segundos ganados se define según las pistas que hayan tenido que utilizar para adivinar el concepto: si se acierta con la primera pista, el equipo que haya acertado gana 5 segundos, con la segunda, 4 segundos, y así sucesivamente hasta la última pista, con la cual solo ganarían un segundo. En lugar de canción, a veces se escuchan fragmentos de bandas sonoras de películas o programas de televisión. En las pistas de 5, 3 y 1 segundo se escuchan trozos de la canción, en la de 4 segundos el presentador lee un verso de la canción y en la 2 se lee el título de la canción, pero con otras palabras. Si la canción es de otro idioma, se traduce al español.
- Sopa de letras (hasta el 4 de diciembre de 2023): Los dos equipos tienen que descubrir las tres palabras relacionadas con un tema en común que se encuentran ocultas en un panel de 5 letras por lado. Si el equipo falla o pasa 5 veces, el presentador revela el panel, y no suman segundos. Por cada panel completo, se le dan 5 segundos. Los concursantes tienen 90 segundos para ir descubriendo paneles. Aunque sobre tiempo, pueden resolver hasta 8 paneles (40 segundos).
- Palabras cruzadas (desde el 5 de diciembre de 2023): Empieza el equipo con menos segundos acumulados. Si hay empate, se favorece al naranja. Antes de empezar, el presentador da el tema. Los concursantes deben adivinar nueve palabras o nombres que están divididos en dos columnas, el presentador da definiciones, frases, personajes u otras cosas como pistas. Si el concursante acierta la palabra relacionada con la definición, se dan 2 segundos, de forma que al completarlas todas suman 18 segundos. Si falla la palabra en cuestión, el turno pasa al compañero. Los concursantes tienen 75 segundos para realizar esta prueba.
- ¿Dónde están?: Primero, el equipo que menos segundos tiene que elegir entre 2 temas. Es una prueba de memoria que se desarrolla en un panel de nueve casillas numeradas y nueve palabras. El participante debe recordar en qué lugar se encuentran las palabras que el presentador ha leído previamente. Si acierta, sigue jugando. Si falla, todo lo acertado vuelve a ocultarse y el turno pasa al compañero. Si un equipo acierta más palabras que el otro sin completar el panel, se lleva 10 segundos; si ambos empatan sin completar el panel, se reparten 5 segundos para cada equipo; si un equipo completa el panel, se lleva 20 segundos, a no ser que el otro equipo también complete el panel, y se repartan 10 segundos por equipo; y si los dos equipos no tienen destapada ninguna palabra al término del tiempo, no suman.

Pruebas anteriores (hasta el 7 de septiembre de 2018):
- Silla azul
- Letra a letra: En esta prueba, ambos equipos disponen de 90 segundos para intentar completar los máximos paneles posibles. Cada panel consta de cinco palabras: la primera tiene que ser adivinada íntegramente por cualquiera de los componentes del equipo y las demás, se han de obtener cambiando una de las letras de la palabra anterior y, en ocasiones, el orden de las que permanecen en la palabra. Si los concursantes no saben la respuesta de una palabra, pueden decir «Pasapalabra» para que siga jugando el siguiente componente del equipo. En esta prueba, el número de segundos ganados es el número de palabras acertadas durante los 90 segundos. El 29 de abril de 2017, Rafael Castaño batió el récord de esta prueba logrando 21 segundos (el panel de 4 letras, de 5 letras, de 6 letras, otro de 5 letras y una palabra de un panel de 6 letras nunca visto antes).
- La pista musical
- Coco loco: Es el famoso ahorcado. Empieza el equipo con menos segundos acumulados, en caso de empate, empieza el equipo naranja. Disponiendo de 75 segundos cada equipo. Aparecerá en la pantalla un cuadro con rayitas, cada rayita ocupa una letra, si los concursantes fallan 5 veces, será resuelta la palabra y se pasará a otra, pero, si se dice la palabra y no es la correcta, no habrá más posibilidades y no se ganarán segundos. Con cada palabra acertada se ganarán 5 segundos.
- ¿Qué es qué?: En la última prueba, la cual empieza el equipo con menos segundos acumulados (si hay un empate, comienza el equipo naranja), ambos equipos tienen tres paneles con palabras atípicas, siendo el primero de 3 palabras, el segundo de 4 palabras y el tercero de 5 palabras que se van sucediendo según se vayan completando. Junto a esas palabras, los concursantes tienen otras tantas palabras, correspondientes al número de palabras del panel, más comunes. En un tiempo de 60 segundos, los componentes de ambos equipos han de relacionar las palabras comunes con las raras del panel. Cuando uno de ellos falla sin haber acertado ninguna previamente, el siguiente ha de intentar relacionar la siguiente palabra común, mientras que, si un concursante falla tras decir más de una, se empieza desde la primera. Los criterios de puntuación son los siguientes:
  - 20 segundos para un equipo que haya completado los tres paneles.
  - 10 segundos para los dos equipos en caso de que ambos hayan completado los tres paneles.
  - 10 segundos para el equipo que más palabras acierte sin completar los tres paneles.
  - 5 segundos para ambos equipos en caso de que haya habido un empate sin llegar a completar los tres paneles.
  - 0 segundos para los dos equipos en caso de que ninguno haya conseguido acertar ninguna palabra.

Otras pruebas que han formado parte del programa:
- Una de dos
- La escalera: Esta prueba en Telecinco fue la primera y empezaba el equipo naranja (en la primera etapa de Antena 3, al ser la cuarta, llamada Pirámides, empezaba el que menos segundos había acumulado, favoreciéndose al veterano en caso de empate). Cada panel eran 5 palabras y se empezaba con una palabra de 7 letras, teniendo como pista que empieza por una letra y al acertarla se seguía con otra palabra que era un anagrama de la anterior pero con una letra menos, la que fuese indicada al acertar la palabra anterior, y así hasta la que tenga 3 letras, empezando un nuevo panel. Los equipos disponen de 90 segundos para acertar el máximo número de palabras posibles, por cada fallo el turno se pasaba al compañero y por cada palabra acertada se acumula 1 segundo.
- El pulsador (los melones): En esta prueba, se enfrentan directamente los componentes de los dos equipos en tres turnos, primero las invitadas, después los concursantes y por último los invitados de sexo masculino. El objetivo de esta prueba era, en cada turno, adivinar 5 palabras en definiciones relacionadas con un tema. Cada vez que el presentador acaba de leer una definición, los participantes deberán apretar los melones (el pulsador) e intentar adivinar. Si fallan, se le cede el turno al oponente, y si el oponente falla, la palabra se resuelve y se pasa a la siguiente. Por cada palabra acertada se sumaba 1 segundo.
- De par en par: En esta prueba, el equipo con menos segundos acumulados (en caso de empate se favorece al naranja) elige entre 2 temas y empieza la prueba. Cada equipo tiene un panel en el que deben relacionar la palabra que el presentador lee con la palabra que aparecen en el panel, formando parejas. El panel tiene 9 parejas. En caso de acierto se acumulan 2 segundos y continúa la prueba, en caso de fallo el presentador lee la siguiente, el turno pasa al compañero y continúa la prueba, y así hasta completar el panel o agotarse los 60 segundos que disponen los equipos.
- Antes y después
- La palabra imposible: Empieza el equipo con menos segundos acumulados (en caso de empate se favorece al veterano, el naranja en Telecinco). Cada equipo tiene un panel con 8 palabras. El presentador lee una definición y el equipo debe relacionarla con la palabra en cuestión. Si falla, el turno pasa al compañero y se deben acertar de nuevo las palabras, y si acierta, el presentador lee la siguiente definición, y así hasta completar el panel o agotarse los 60 segundos que disponen los equipos. Si un equipo acierta más palabras que el otro sin completar el panel, se lleva 10 segundos. Si ambos empatan sin completar el panel, se reparten 5 segundos para cada equipo. Si un equipo completa el panel, se lleva 20 segundos, a no ser que el otro equipo también complete el panel, y se repartan 10 segundos por equipo. (En la primera etapa de Antena 3, se repartían 5 segundos al equipo con más aciertos o a los dos equipos en caso de empate, independiente de si completaban el panel) Si los dos equipos no aciertan ninguna palabra no suman segundos.
- Con nueve basta (especial veranos 2013 y 2014).
- Palabras dibujadas (especial verano y Navidad 2016).

### El rosco
Cada concursante, ya individualmente, debe acertar en un tiempo de 85 segundos, más los acumulados durante el programa, 25 palabras del Diccionario de la lengua española, del Diccionario de uso del español de María Moliner o de contenido enciclopédico, cada una con una letra del alfabeto, escuchando de cada una de ellas una definición corta leída por el presentador y teniendo como pista que empieza o contiene la letra en la que se encuentre el concursante en ese momento. Siempre comienza el concursante que más segundos tiene (si hay empate, se favorece al equipo naranja). El concursante contesta definiciones mientras no falle o pida pausa diciendo «Pasapalabra», cuando se pasa el turno al otro concursante. Los turnos se intercambian hasta que cada uno termina el tiempo que tenía asignado. Si alguno de los concursante acierta todas las palabras, consigue el bote acumulado hasta ese programa. De no ser así, se acumula una cantidad de 6000 euros al bote, y el concursante que más palabras haya acertado gana 1200 euros y vuelve a participar en el siguiente programa. En el caso de que ambos concursantes hayan acertado el mismo número de palabras, el ganador es quien menos fallos haya cometido. Si se empata también a fallos, ambos concursantes se reparten los 1200 euros (600 euros para cada uno) y vuelven a participar en el siguiente programa. El concursante que pierde tiene una oportunidad en la silla azul del siguiente programa.
En la primera etapa de Antena 3, esta prueba estrella sufrió varias variaciones. En sus comienzos, el rosco era de 28 definiciones (incluía la K, la LL y la W), y cada concursante disponía de 100 segundos más lo acumulado a lo largo del programa. Un año después, se eliminaron las letras anteriormente mencionadas, dejando para siempre el rosco con 25 definiciones a acertar, reduciendo el tiempo de 100 a 90 segundos más lo acumulado para conseguir llevarse el bote. En 2003 se incluyó otra modificación, ya que al haber una eliminatoria cada programa en esa época, se enfrentaban el concursante que había superado dicha eliminatoria y el concursante ganador del anterior programa (durante un par de años, de 2003 a 2004-2005, los concursantes, si ganaban el programa, pero sin llevarse el bote, podían permanecer en el programa sin enfrentarse a las pruebas) en igualdad de condiciones, partiendo cada uno con 110 segundos; pero en 2005 se volvió a la fórmula habitual de 90 segundos más el acumulado en el programa. Otra diferencia era que empezaba siempre el que menos segundos disponía para la prueba final. En la época anterior al euro, el bote ascendía por cada programa un millón de pesetas, y el premio por ganar un programa sin llevarse dicho bote era de 200.000 pesetas, 100.000 cada uno en caso de empate a aciertos y fallos a la vez.
Hasta el final de la etapa de Telecinco, si un concursante se llevaba el bote, partía de 6.000 € en el siguiente programa, equivalente a un millón de pesetas en la época anterior al euro. A partir de la segunda etapa de Antena 3 el bote empezó a partir de 100.000 €.

## Estética
- Público invitado: el programa está compuesto por el equipo azul y el equipo naranja. Cada equipo está formado por dos famosos invitados (en los extremos de la mesa) y el concursante que realizará la prueba final (en medio). Los personajes famosos acompañan al concursante durante todas las pruebas y le ayudan a conseguir mayor tiempo para la prueba final.
- Iluminación: inicialmente, comienza con los focos situados en las gradas y en la mesa central, con diversos tonos verdes, azules y rojos. Además, las letras que decoran el suelo del plató también se iluminan con una luz blanca. La primera parte del programa donde se realizan la mayor parte de las pruebas, la iluminación en bastante monótona. Sin embargo, cuando los concursantes se levantan para posicionarse en el rosco final, el alumbrado baja de forma gradual para que los propios concursantes se concentren. De este modo, también se consigue captar la total atención de los espectadores.
- Tonos: los tonos predominantes de la estética del programa son el color azul, ya que la mayor parte del diseño del plató está compuesto por este y uno de los equipos viste del mismo. Otro de los colores predominantes es el rojo con el que empiezan la cabecera del programa y con el que diferencian las distintas pruebas. Además, podemos incluir el color naranja con el que viste el otro equipo.
- Elementos gráficos: uno de los elementos gráficos más destacables es la mesa redonda del programa en la que se sitúan todos los participantes, que es bastante amplia y simple, sin excesivo decorado ni un coloreado demasiado fuerte, en que el presentador es quien preside la mesa. Los concursantes están situados en forma de semicírculo de manera que a todos se les ve la cara durante todo el concurso. Por otro lado, la forma del rosco es importante, ya que está compuesto por todas las letras del abecedario de forma circular redondeando el rostro del concursante. Por último, «el melón», un instrumento que es clave en la prueba de la pista musical, en el que si te sabes la letra de la canción deberás pulsar lo más rápido posible este elemento.
- Tipografía: la tipografía es bastante simple, sin remates y fácil de entender. Tiene un diseño sencillo que no llama la atención sobre sí mismo. El logo del programa está formado por la palabra «Pasapalabra» y una esfera formada con todas las letras del abecedario en mayúscula, de forma que en un primer plano vemos la palabra y en un segundo plano la esfera. Es una palabra con sentido que sí guarda características del producto y dan una idea aproximada de su contenido.
- Banda sonora: este programa comienza con un encabezado musical que el público ya ha asociado al propio programa debido a su larga trayectoria. Tiene una breve duración que termina acompañado del aplauso del público para dar paso al presentador del programa. Asimismo, este espacio sonoro da paso a cada una de las pruebas y concluye el programa.

## Presentadores
| Cadena             |               |               |               |               |               |               |               |               |               |               |               |               |               |               |               |               |               |               |               |               |               |               |               |               |               |               | Total programas |
| Etapas             | Primera etapa | Primera etapa | Primera etapa | Primera etapa | Primera etapa | Primera etapa | Primera etapa | Segunda etapa | Segunda etapa | Segunda etapa | Segunda etapa | Segunda etapa | Segunda etapa | Segunda etapa | Segunda etapa | Segunda etapa | Segunda etapa | Segunda etapa | Segunda etapa | Segunda etapa | Tercera etapa | Tercera etapa | Tercera etapa | Tercera etapa | Tercera etapa | Tercera etapa | Total programas |
| Años               | 2000          | 2001          | 2002          | 2003          | 2004          | 2005          | 2006          | 2007          | 2008          | 2009          | 2010          | 2011          | 2012          | 2013          | 2014          | 2015          | 2016          | 2017          | 2018          | 2019          | 2020          | 2021          | 2022          | 2023          | 2024          | 2025          | Total programas |
| ------------------ | ------------- | ------------- | ------------- | ------------- | ------------- | ------------- | ------------- | ------------- | ------------- | ------------- | ------------- | ------------- | ------------- | ------------- | ------------- | ------------- | ------------- | ------------- | ------------- | ------------- | ------------- | ------------- | ------------- | ------------- | ------------- | ------------- | --------------- |
| Silvia Jato        |               |               |               |               |               |               |               |               |               |               |               |               |               |               |               |               |               |               |               |               |               |               |               |               |               |               | 1.193 programas |
| Constantino Romero |               |               |               |               |               |               |               |               |               |               |               |               |               |               |               |               |               |               |               |               |               |               |               |               |               |               | 31 programas    |
| Jaime Cantizano    |               |               |               |               |               |               |               |               |               |               |               |               |               |               |               |               |               |               |               |               |               |               |               |               |               |               | 58 programas    |
| Christian Gálvez   |               |               |               |               |               |               |               |               |               |               |               |               |               |               |               |               |               |               |               |               |               |               |               |               |               |               | 3.292 programas |
| Roberto Leal       |               |               |               |               |               |               |               |               |               |               |               |               |               |               |               |               |               |               |               |               |               |               |               |               |               |               | 1.368 programas |
| Manel Fuentes      |               |               |               |               |               |               |               |               |               |               |               |               |               |               |               |               |               |               |               |               |               |               |               |               |               |               | 2 programas     |

NOTAː Silvia Jato se ausentó entre noviembre de 2002 y enero de 2003 tras coger la baja por maternidad, siendo sustituida por Constantino Romero.
NOTAː Roberto Leal se ausentó durante dos programas en septiembre de 2020 tras dar positivo en COVID-19, siendo sustituido por Manel Fuentes.

## Etapas

### Primera etapa de Antena 3 (2000-2006)
Comenzó a emitirse en el año 2000 en Antena 3. El programa estaba presentado por Silvia Jato, salvo durante el embarazo de esta, siendo sustituida por Constantino Romero. Era el concurso de televisión de más audiencia.
En 2006, la marcha de Silvia Jato a Telecinco provocó el cambio de presentador. El nuevo presentador fue Jaime Cantizano.
Con el cambio de presentador, se entregó el mayor premio que un concurso de televisión de España había entregado jamás. El premio fue de 2 190 000 euros (365 millones de pesetas), que recibió Eduardo Benito, duplicando el mayor premio entregado por este mismo programa dos años atrás, en 2004, cuando Manuel Romero, de Jerez de la Frontera, logró embolsarse 1 023 000 euros (170,5 millones de pesetas).
Sin embargo, la audiencia disminuía considerablemente desde mediados de 2005, por lo que Antena 3 decidió retirar el concurso de la pantalla tras haber emitido 1282 programas en sus seis años de emisión.

### Etapa de Telecinco (2007-2019)
En el año 2007, Telecinco se hizo con los derechos del programa en España. El programa fue presentado por Christian Gálvez (exreportero de CQC). En esta etapa hubo un pequeño cambio en la mecánica del concurso: siempre enfrentaba a un concursante con una concursante, aunque desde septiembre de 2012, podían enfrentarse dos concursantes del mismo sexo (al igual que cuando era emitido por Antena 3).
Pasapalabra pasó a emitirse desde del 3 de diciembre de 2007 habitualmente de lunes a domingo. Sin embargo, desde finales de 2009, dejó de emitirse los fines de semana para dejar paso al programa de María Teresa Campos: ¡Qué tiempo tan feliz!.
El primer bote de esta etapa (96 000 €) fue entregado el 6 de agosto de 2007 a la concursante Marta Sierra, "Bote-Marta" de Málaga. El segundo premio más alto del programa, en la nueva etapa de Telecinco, es de (1 524 000 €) que fue entregado a César Garrido, emitido el 24 de febrero de 2012 tras permanecer en el programa durante 29 días. Además, el tercer premio con el mayor bote de Pasapalabra en Telecinco (852 000 €), fue entregado a Carlos Villalba, el 23 de febrero de 2011.
Juan Pedro Gómez, un operador de grúa en el sector de la construcción que debido a la crisis económica perdió su trabajo, se llevó el 18 de julio de 2013 el premio más alto de la historia de Telecinco que ascendía a 1 674 000 €, arrebatándole así el récord que ostentaba el concursante conquense César Garrido.
El jefe de la sección de Protocolo de la Universidad de Salamanca, Jero Hernández, tuvo el récord de programas, hasta la llegada de Antonio Ruiz, con 120 programas consecutivos, a pesar de no haber ganado el bote. El filólogo y poeta David Leo García es el segundo concursante con más permanencia, habiendo participado en 109 programas consecutivos, además de haber ganado el mayor bote de esta etapa con (1 866 000 €). La arquitecta cántabra Paz Herrera tiene el tercer puesto de permanencia (87 programas consecutivos). El 27 de mayo de 2014 se llevó el bote de 1 310 000 €, el tercer mayor premio en la tercera etapa del programa. Durante su permanencia en el programa, este pasó de una audiencia del 16,7 % de cuota de pantalla en el primer día de su participación hasta el 26,9 % el último. El quinto puesto en el récord de permanencia lo ocupa también Paz Herrera, que en su primera etapa como concursante (año 2013) alcanzó la cifra de 54 programas consecutivos. Le siguen en permanencia la armenia exiliada Lilit Manukyan (85 programas), la modista Aurora Díaz (72 programas en dos etapas), el periodista Rafael Castaño (66 programas en dos etapas), el Ingeniero Superior de Telecomunicación, Carlos Adán (63 programas en tres etapas), que se llevó 318 000 € en su tercera etapa como concursante, el opositor catalán Sebastián Navarro (52 programas en dos etapas), el economista riojano Moisés Laguardia (48 programas en dos etapas) y el paracaidista asturiano José Manuel Lúcia (37 programas), que se llevó 396 000 €.
El 2 de noviembre de 2016 se logró el mayor número de segundos acumulados para el rosco (86), consiguiéndolo Nacho Mangut con la ayuda de Adriana Torrebejano y Leo Harlem. Esta hazaña fue superada por Rafa Castaño el 6 de mayo de 2017, tras conseguir, junto a sus invitados, un total de 90 segundos extras para su rosco, llegando a tener 175 segundos en total. Dicho récord fue igualado el 17 de noviembre de 2017 por Antonio Ruiz y sus invitados, y un año después lo superaría Francisco González con 93 segundos para el rosco el 23 de noviembre de 2018, y el propio Fran, se superaría su récord el 7 de diciembre del mismo año, con 97 segundos para su rosco. Actualmente el concursante que más programas ha estado sin eliminación es Francisco José González (168 programas), que consiguió el bote de (1 542 000 €) fue entregado el 22 de enero de 2019.
El programa cesó en sus emisiones el 1 de octubre de 2019, como consecuencia de una sentencia del Tribunal Supremo que así lo ordenaba, tras el litigio iniciado por la cadena británica ITV. El último programa se saldó con la participación de los concursantes Rafa Castaño y Orestes Barbero, que continuaron compitiendo en El tirón.

### Segunda etapa de Antena 3 (2020-presente)
Tras varios meses de negociaciones entre ITV Studios y Mediaset España para recuperar el formato, finalmente fue Atresmedia quien logró hacerse de nuevo con los derechos de Pasapalabra. Así, Antena 3 emitiría de nuevo el programa catorce años después, esta vez producido por la propia ITV junto a Buendía Studios y posteriormente con Boomerang TV. Además, el concurso contaría con Roberto Leal como presentador. En esta etapa se batieron 2 récords. El primer récord fue el del mayor número de programas consecutivos de un concursante, que posee Orestes Barbero con 360 programas, el segundo, es el del duelo entre dos concursantes más longevo, del propio Orestes Barbero y Rafa Castaño con 197 programas. 
También en esta etapa han ocurrido dos hechos históricos: Rafa Castaño ganó el bote más alto de la historia de Pasapalabra, embolsándose 2.272.000 €, superando el bote ganado por Eduardo Benito en 2006 (2.190.000€). Para lograrlo, Rafa Castaño se convirtió en el primer concursante de la historia de Pasapalabra en ganar el bote acertando las 25 palabras en un solo turno.

## Versiones

### EdiciónPrime Time: verano de 2011
Entre el 18 de agosto y el 1 de septiembre de 2011, se emitieron varios programas especiales de Pasapalabra en la noche de los jueves a las 22:00 horas, con nuevos contenidos y con los mejores concursantes que no lograron completar El Rosco de la versión diaria del programa. El programa contó con DJ, bailarines y azafatas, que daban ese punto de espectáculo que le diferenciaba de la versión diaria.
Llevarse los 300 000 euros de «El rosco» o acumular la mayor cantidad de dinero posible en las distintas pruebas, fue la doble opción que aguardaba a los concursantes de Pasapalabra que incluyeron dos nuevas pruebas y una mecánica adaptada. Además de poder ganar 1000 euros por cada segundo acumulado, los concursantes se enfrentaron a los siguientes desafíos:
- La pista
- Letra a letra
- En pocas palabras
- ¿Cómo se dice?
- Del tirón
- El Rosco

### Pasapalabra en familia
Desde el 16 de abril de 2018, Telecinco decide prescindir del programa Cámbiame en sus sobremesas y apuesta por una nueva versión de Pasapalabra, llamada Pasapalabra en familia, con una temática similar a la del programa original, pero donde los concursantes de un mismo equipo pertenecen a una familia. El programa se emitió de lunes a viernes, de 13:30 a 15:00 horas.
- En cada programa participan dos familias, compuestas cada una por tres personas. La familia que ha ganado el programa anterior forma parte del equipo naranja, mientras que la familia entrante participa en el equipo azul.
- En la parte principal se realizan varias pruebas jugando con palabras acerca de temas actualidad, música e incluso sus dotes de dibujo. El objetivo de estas pruebas es acumular segundos para la prueba final.
- En la parte final, dos de los tres integrantes de cada equipo deberán, por turnos, intentar acertar el máximo número de palabras (de un total de 25) de El Rosco final de Pasapalabra. El equipo que más palabras acierte se llevará 1.200 euros y volverá en el siguiente programa. Si acierta las 25 palabras, se llevará el bote que se irá formando con 6.000€ cada día que alguien no se lo lleve. Si el equipo se lleva el bote, no se llevará el dinero acumulado durante los programas anteriores, en caso de haber acumulado algo. El 4 de junio de 2018 la familia Díaz se lleva el único bote, 198.000 euros y haciendo historia, pues ningún nuevo se había llevado el bote en el primer intento.

Las pruebas realizadas en el programa son:
- He dicho
- Palabras cruzadas
- ¿Dónde están?
- ¿Tú que pintas?
- La ristra
- Esto me suena
- El rosco

## Lista completa de ganadores del rosco

### Hasta 2002 (premios en pesetas)
| Fecha                    | Concursante               | Premio en euros | Premio en pesetas | Notas                                            |
| ------------------------ | ------------------------- | --------------- | ----------------- | ------------------------------------------------ |
| 10 de septiembre de 2000 | Juan Campoy Armero        | 60.000 €        | 10.000.000 ptas.  | Bote más pequeño de la primera etapa de Antena 3 |
| 24 de noviembre de 2000  | Gabriel García            | 168.000 €       | 28.000.000 ptas.  |                                                  |
| Enero de 2001            | José Manuel Dorado        | 150.000 €       | 25.000.000 ptas.  |                                                  |
| Febrero de 2001          | Alberto Martínez Pellicer | 132.000 €       | 22.000.000 ptas.  |                                                  |
| Marzo de 2001            | Joseba Molina             | 126.000 €       | 21.000.000 ptas.  |                                                  |
| 19 de junio de 2001      | Josep Badia               | 240.000 €       | 40.000.000 ptas.  |                                                  |
| 9 de diciembre de 2001   | Rafael Moreno             | 432.000 €       | 72.000.000 ptas.  |                                                  |

### Desde 2002 (en euros)
| Fecha                    | Concursante                    | Premio en euros | Notas                                                                                                |
| ------------------------ | ------------------------------ | --------------- | --- |
| 14 de abril de 2003      | Ernesto García                 | 555.000 €       | |
| 17 de marzo de 2004      | Manuel Romero                  | 1.023.000 €     | Primer premio superior al millón de euros                                                            |
| 8 de mayo de 2006        | Eduardo Bonito                 | 2.190.000 €     | |
| 9 de junio de 2006       | Rubén García                   | 144.000 €       | Último bote de la primera etapa de Antena 3                                                          |
| 6 de agosto de 2007      | Marta Sierra                   | 96.000 €        | Primer bote de la etapa de Telecinco                                                                 |
| 18 de septiembre de 2007 | Daniel Cerrada                 | 186.000 €       | |
| 16 de noviembre de 2007  | Miguel Rodríguez               | 240.000 €       | |
| 20 de noviembre de 2007  | Javier Pascual                 | 30.000 €        | |
| 11 de diciembre de 2007  | José Francisco Martín del Pozo | 66.000 €        | |
| 14 de enero de 2008      | Nuria Fernández                | 24.000 €        | |
| 21 de febrero de 2008    | Rafael Soriano                 | 228.000 €       | |
| 1 de marzo de 2008       | Mariano Gazo                   | 54.000 €        | |
| 13 de junio de 2008      | María José Sánchez             | 36.000 €        | |
| 10 de enero de 2008      | Francisco M. García            | 90.000 €        | |
| 21 de febrero de 2008    | Rafael Soriano                 | 228.000 €       | |
| 28 de abril de 2008      | Víctor Puig                    | 342.000 €       | |
| 6 de junio de 2008       | Pedro García                   | 234.000 €       | |
| 13 de junio de 2008      | Manoli Casas                   | 192.000 €       | |
| 3 de septiembre de 2008  | Pilar Aimeigeiras              | 156.000 €       | |
| Octubre de 2008          | Emilio Maestro                 | 180.000 €       | |
| 25 de noviembre de 2008  | Javier Álvarez                 | 312.000 €       | |
| 7 de diciembre de 2008   | Beatriz Soria                  | 72.000 €        | |
| 30 de diciembre de 2008  | Álvaro Altarejos               | 132.000 €       | |
| 23 de enero de 2009      | Pedro Hernández                | 132.000 €       | |
| 19 de abril de 2009      | José Manuel Lúcia              | 396.000 €       | Segunda mayor racha de la historia del programa, acertando 23 palabras seguidas                      |
| 16 de junio de 2009      | Jon Iñaki Aguado               | 282.000 €       | |
| 9 de julio de 2009       | Javier Granda                  | 108.000 €       | |
| 24 de septiembre de 2009 | Antonio García                 | 450.000 €       | |
| 13 de diciembre de 2009  | Rubén García                   | 366.000 €       | |
| 22 de diciembre de 2009  | Sebastián Cárdenas             | 42.000 €        | |
| 10 de enero de 2010      | Francisco Javier Ajo           | 102.000 €       | |
| 12 de marzo de 2010      | Laura Gonzalo                  | 282.000 €       | |
| 22 de marzo de 2010      | Pilar Acedo                    | 36.000 €        | |
| 4 de mayo de 2010        | Carlos Rodríguez Rincón        | 186.000 €       | |
| 17 de junio de 2010      | María José Hernanz             | 180.000 €       | |
| 1 de septiembre de 2010  | Rosi Díaz                      | 162.000 €       | |
| 23 de febrero de 2011    | Carlos Villalba                | 852.000 €       | |
| 24 de febrero de 2012    | César Garrido                  | 1.524.000 €     | |
| 21 de mayo de 2012       | Alberto Izquierdo              | 374.000 €       | |
| 18 de julio de 2013      | Juan Pedro Gómez               | 1.674.000 €     | |
| 27 de mayo de 2014       | Paz Herrera                    | 1.310.000 €     | |
| 21 de agosto de 2014     | Paco de Benito                 | 362.000 €       | |
| 21 de noviembre de 2014  | Lilit Manukyan                 | 318.000 €       | Primera persona ganadora del bote cuyo idioma nativo no es el español                                |
| 19 de febrero de 2015    | Luis Esteban                   | 354.000 €       | |
| 24 de febrero de 2015    | Jon Otazua                     | 18.000 €        | Bote más pequeño de la historia                                                                      |
| 11 de junio de 2015      | Susana García                  | 450.000 €       | |
| 10 de octubre de 2016    | David Leo García               | 1.866.000 €     | Bote más alto de la etapa de Telecinco                                                               |
| 17 de enero de 2017      | Carlos Adán                    | 318.000 €       | |
| 14 de marzo de 2017      | Julio Escartín                 | 318.000 €       | |
| 19 de diciembre de 2017  | Antonio Ruiz                   | 1.164.000 €     | |
| 4 de junio de 2018       | Familia Díaz                   | 198.000 €       | Único bote de Pasapalabra en familia                                                                 |
| 22 de enero de 2019      | Francisco José González        | 1.542.000 €     | Último bote de la etapa de Telecinco                                                                 |
| 1 de julio de 2021       | Pablo Díaz                     | 1.828.000 €     | Primer bote de la segunda etapa de Antena 3                                                          |
| 27 de septiembre de 2021 | Sofía Álvarez                  | 466.000 €       | |
| 16 de marzo de 2023      | Rafa Castaño                   | 2.272.000 €     | Bote más alto de la historia del programa. Único bote conseguido acertando las 25 palabras del tirón |
| 15 de mayo de 2024       | Óscar Díaz                     | 1.816.000 €     | |

## Escalera de premios y concursantes destacados
| Edición                          | Cadena             | Concursante                                   | Profesión                                                 | Bote (fecha)                                                          |
| -------------------------------- | ------------------ | --------------------------------------------- | --------------------------------------------------------- | --------------------------------------------------------------------- |
| 2015 - 2016 - 2019               | Telecinco          | Jerónimo Hernández (Salamanca)                | Jefe de protocolo de la Universidad de Salamanca          | No                                                                    |
| 2018 - 2019                      | Telecinco          | Fran González (Oviedo)                        | Biólogo                                                   | 1.542.000€ (22 de enero de 2019)                                      |
| 2017-2018 / 2020 - 2021          | Telecinco Antena 3 | Pablo Díaz (Tenerife)                         | Compositor                                                | 1.828.000€ (1 de julio de 2021) + 50.000€ del Duelo de Campeones      |
| 2017                             | Telecinco          | Antonio Ruiz (Murcia)                         | Saxofonista                                               | 1.164.000€ (19 de diciembre de 2017) + 50.000€ de la Copa de Maestros |
| 2016                             | Telecinco          | David Leo García (Málaga)                     | Poeta                                                     | 1.866.000€ (10 de octubre de 2016) + 100.000€ de la Supercopa 2017    |
| 2012-2013-2016 / 2020            | Telecinco Antena 3 | Nacho Mangut (Badajoz)                        | Ingeniero industrial                                      | No                                                                    |
| 2020-2021                        | Antena 3           | Luis de Lama (Madrid)                         | Guardia Civil                                             | No                                                                    |
| 2015 - 2017 - 2019 - 2022 - 2023 | Telecinco Antena 3 | Rafael "Rafa" Castaño (Sevilla)               | Periodista y librero                                      | 2.272.000€ (16 de marzo de 2023)                                      |
| 2016-2019 / 2021-2023            | Telecinco Antena 3 | Orestes Barbero (Burgos)                      | Licenciado en Filología hispánica                         | No                                                                    |
| 2011-2014                        | Telecinco          | Lilit Manukyan (Armenía/Valencia)             | Economista                                                | 318.000€ (21 de noviembre de 2014) + 25.000€ de la Supercopa 2017     |
| 2013-2014                        | Telecinco          | Paz Herrera (Torrelavega, Cantabria)          | Arquitecta                                                | 1.310.000€ (27 de mayo de 2014)                                       |
| 2012-2013-2015                   | Telecinco          | Luis Esteban (Zaragoza)                       | Policía                                                   | 354.000€ (19 de febrero de 2015)                                      |
| 2016-2018                        | Telecinco          | Aurora Díaz (Córdoba)                         | Modista                                                   | No                                                                    |
| 2011-2017                        | Telecinco          | Carlos Adán (Madrid)                          | Ingeniero de telecomunicaciones                           | 318.000€ (17 de enero de 2017)                                        |
| 2011-2012                        | Telecinco          | Alberto Izquierdo (Villarreal)                | Informático empleado del Villarreal C. F..                | 374.000€ (21 de mayo de 2012)                                         |
| 2016-2018                        | Telecinco          | Sebastián Navarro (Sabadell)                  | Opositor                                                  | No                                                                    |
| 2006                             | Antena 3           | Eduardo Benito (Madrid)                       | Comerciante                                               | 2.190.000€ (8 de mayo de 2006)                                        |
| 2004                             | Antena 3           | Manuel Romero Bejarano (Jerez de la Frontera) | Escritor y librero                                        | 1.023.000€ (17 de marzo de 2004)                                      |
| 2000                             | Antena 3           | Gabriel García (Madrid)                       | Ingeniero de telecomunicaciones                           | 28.000.000 pesetas - 168.000€ (24 de noviembre de 2000)               |
| 2009-2014                        | Telecinco          | Paco de Benito (Toledo)                       | Jugador de baloncesto y físico                            | 362.000€ (21 de agosto de 2014)                                       |
| 2014-2018/2023                   | Telecinco Antena 3 | Moisés Laguardia (Alfaro, Logroño)            | Economista                                                | No                                                                    |
| 2000/2023-2024                   | Antena 3           | Óscar Díaz (Madrid)                           | Traductor y Jefe de prensa en torneos de golf             | 1.816.000€ (15 de mayo de 2024)                                       |
| 2017 / 2021                      | Telecinco Antena 3 | Jaime Conde (Orense)                          | Traductor de lengua castellana y licenciado en literatura | No                                                                    |
| 2009                             | Telecinco          | José Manuel Lúcia (Cangas del Narcea, Oviedo) | Paracaidista militar                                      | 396.000€ (19 de abril de 2009)                                        |
| 2010                             | Telecinco          | Laura Gonzalo (Madrid)                        | Filóloga y estudiante de veterinaria                      | 282.000€ (12 de marzo de 2010)                                        |
| 2010                             | Telecinco          | Fco. Javier Ajo (Madrid)                      | Telefonista                                               | 102.000€ (10 de enero de 2010)                                        |
| 2010                             | Telecinco          | María José Hernanz (Madrid)                   | Bibliotecaria                                             | 180.000€ (17 de junio de 2010)                                        |
| 2012                             | Telecinco          | César Garrido (Cuenca)                        | Profesor                                                  | 1.524.000€ (24 de febrero de 2012)                                    |
| 2009 / 2015                      | Antena 3 Telecinco | Sebastián Cárdenas (Sevilla)                  | Inspector de educación                                    | 42.000€ (22 de diciembre de 2009)                                     |
| 2011                             | Telecinco          | Paqui Doblas (Barcelona)                      | Desconocida                                               | No                                                                    |
| 2014-2018                        | Telecinco          | Rosa Nestal (Huelva)                          | Desconocida                                               | No                                                                    |
| 2013-2014                        | Telecinco          | Luis Martínez (Albacete)                      | Opositor a juez                                           | No                                                                    |
| 2014-2015                        | Telecinco          | Susana García (Salamanca)                     | Traductora                                                | 450.000€ (11 de junio de 2015)                                        |
| 2013                             | Telecinco          | Juan Pedro "Juanpe" Gómez (Ciudad Real)       | Ingeniero                                                 | 1.674.000€ (18 de julio de 2013)                                      |
| 2011                             | Telecinco          | Carlos Villalba (Madrid)                      | Técnico informático, licenciado en Empresariales          | 852.000€ (23 de febrero de 2011)                                      |
| 2013                             | Telecinco          | Cristina Ameigeiras (Madrid)                  | Desconocida                                               | No                                                                    |
| 2014-2015                        | Telecinco          | Luis Domínguez (Vigo, Pontevedra)             | Desconocida                                               | No                                                                    |
| 2013-2017 / 2021                 | Telecinco Antena 3 | Javier Dávila (Santander)                     | Profesor de Derecho                                       | No                                                                    |
| 2021                             | Antena 3           | Sofía Álvarez (Bilbao)                        | Psiquiatra                                                | 466.000€ (27 de septiembre de 2021)                                   |
| 2021                             | Antena 3           | Marco Antonio Marcos (Huelva)                 | Escritor                                                  | No                                                                    |
| 2014                             | Telecinco          | Tomás Bartolomé † (Madrid)                    | Desconocida                                               | No                                                                    |
| 2014                             | Telecinco          | Héctor Puertas (Salamanca)                    | Desconocida                                               | No                                                                    |
| 2007-2014                        | Telecinco          | Marta Sierra (Málaga)                         | Desconocida                                               | 96.000€ (6 de agosto de 2007)                                         |
| 2009                             | Telecinco          | Javier Granda (Avilés, Gijón)                 | Desconocida                                               | 108.000€ (9 de julio de 2009)                                         |
| 2017-2019                        | Telecinco          | Julio Escartín (Zaragoza)                     | Profesor de música                                        | 318.000€ (14 de marzo de 2017)                                        |
| 2003                             | Antena 3           | Ernesto García (Madrid)                       | Ingeniero industrial                                      | 555.000€ (14 de abril de 2003)                                        |
| 2009                             | Telecinco          | Antonio García (Madrid)                       | Licenciado en Marketing                                   | 450.000€ (24 de septiembre de 2009)                                   |
| 2001                             | Antena 3           | Rafael Moreno (Granada)                       | Profesor de instituto                                     | 72.000.000 pesetas - 433.000€ (9 de diciembre de 2001)                |
| 2009                             | Telecinco          | Rubén García (Lérida)                         | Comercial de seguros                                      | 366.000€ (13 de diciembre de 2009)                                    |
| 2008                             | Telecinco          | Víctor Puig (Barcelona)                       | Periodista                                                | 342.000€ (28 de abril de 2008)                                        |
| 2008                             | Telecinco          | Javier Álvarez (Madrid)                       | Parado                                                    | 312.000€ (25 de noviembre de 2008)                                    |
| 2009                             | Telecinco          | Jon Iñaki Aguado (Málaga)                     | Comercial y DJ en paro                                    | 282.000€ (16 de junio de 2009)                                        |
| 2001                             | Antena 3           | Josep Mª Badía (Cataluña)                     | Administrativo                                            | 40.000.000 pesetas - 240.000€ (19 de junio de 2001)                   |
| 2007                             | Telecinco          | Miguel Rodríguez (La Coruña)                  | Asesor financiero                                         | 240.000€ (16 de noviembre de 2007)                                    |
| 2008                             | Telecinco          | Pedro García (Madrid)                         | Inspector de Medio Ambiente                               | 234.000€ (6 de junio de 2008)                                         |
| 2008                             | Telecinco          | Rafael Soriano (Valencia)                     | Ingeniero                                                 | 228.000€ (21 de febrero de 2008)                                      |
| 2018                             | Telecinco          | Familia Díaz (Óscar, Lucía y Patricia)        | Traductor de videojuegos /                                | 198.000€ (4 de julio de 2018 - Edición Pasapalabra en familia)        |
| 2008                             | Telecinco          | Manoli Casas (Valencia)                       | Profesora de Educación primaria                           | 192.000€ (13 de junio de 2008)                                        |
| 2007                             | Telecinco          | Daniel Cerrada (Madrid)                       | Desconocida                                               | 186.000€ (18 de septiembre de 2007)                                   |
| 2010                             | Telecinco          | Carlos Rodríguez Rincón (Madrid)              | Monitor de montaña en paro                                | 186.000€ (4 de mayo de 2010)                                          |
| 2008                             | Telecinco          | Emilio Maestro (Salamanca)                    | Desconocida                                               | 180.000€ (octubre de 2008)                                            |
| 2010                             | Telecinco          | Rosi Díaz (País Vasco)                        | Ama de casa                                               | 162.000€ (1 de septiembre de 2010)                                    |
| 2001                             | Antena 3           | José Manuel Dorado (Zaragoza)                 | Licenciado en Ciencias Físicas                            | 25.000.000 pesetas - 150.000€ (enero de 2001)                         |
| 2001                             | Antena 3           | Alberto Martínez Pellicer (Galicia)           | Ingeniero de telecomunicaciones                           | 22.000.000 pesetas - 132.000€ (febrero de 2001)                       |
| 2009                             | Telecinco          | Pedro Hernández (Madrid)                      | Contable                                                  | 132.000€ (23 de enero de 2009)                                        |
| 2008                             | Telecinco          | Álvaro Altarejos (Madrid)                     | Desconocida                                               | 132.000€ (30 de diciembre de 2008)                                    |
| 2007                             | Telecinco          | José Fco. Martín (Málaga)                     | Desconocida                                               | 66.000€ (11 de diciembre de 2007)                                     |
| 2000                             | Antena 3           | Juan Campoy Armero (Oviedo)                   | Estudiante                                                | 10.000.000 pesetas - 60.000€ (10 de septiembre de 2000)               |
| 2008                             | Telecinco          | Mariano Gazo (Benasque)                       | Desconocida                                               | 54.000€ (1 de marzo de 2008)                                          |
| 2015                             | Telecinco          | Jon Otazua (Bilbao)                           | Desconocida                                               | 18.000€ (24 de febrero de 2015)                                       |

## Récords (desde la era Telecinco)

### Mayor permanencia
1. Orestes Barbero (360 programas) Primer programa: 4 de octubre de 2021 - Último programa: 16 de marzo de 2023.
2. Manu Pascual (300 programas) Primer programa: 16 de mayo de 2024 - Último programa: presente.
3. Pablo Díaz (260 programas) Primer programa: 26 de junio de 2020 - Último programa: 1 de julio de 2021.
4. Moisés Laguardia (245 programas) Primer programa: 17 de mayo de 2023 - Último programa: 15 de mayo de 2024.
5. Rafael Castaño (197 programas) Primer programa: 1 de junio de 2022 - Último programa: 16 de marzo de 2023.
6. Rosa Rodríguez (170 programas) Primer programa: 19 de noviembre de 2024 - Último programa: presente.
7. Francisco José González (168 programas) Primer programa: 2 de abril de 2018 - Último programa: 22 de enero de 2019.

### Mayor cantidad de bote conseguida
1. Rafael Castaño (2.272.000 €) Fecha de entrega: 16 de marzo de 2023.
2. David Leo García (1.866.000 €) Fecha de entrega: 10 de octubre de 2016.
3. Pablo Díaz (1.828.000 €) Fecha de entrega: 1 de julio de 2021.

### Mayor cantidad de palabras acertadas seguidas
1. Rafael Castaño (16 de marzo de 2023) (25 aciertos).
2. José Manuel Lucía (19 de abril de 2009) y Rafael Castaño (8 de marzo de 2023) (23 aciertos).
3. Sebastián Navarro (22 aciertos) (28 de marzo de 2018).
4. Orestes Barbero (22 aciertos) (25 de noviembre de 2022).
5. Jaime Conde (21 aciertos) (8 de noviembre de 2021).
6. Orestes Barbero (20 aciertos) (18 de noviembre de 2022).

### Duelos más repetidos
1. Orestes Barbero vs Rafael Castaño (197 duelos) Primer duelo: 1 de junio de 2022 - Último duelo: 16 de marzo de 2023.
2. Manu Pascual vs Rosa Rodríguez (170 duelos) Primer duelo: 19 de noviembre de 2024 - Último duelo: presente.
3. Moisés Laguardia vs Óscar Díaz (157 duelos) Primer duelo: 23 de septiembre de 2023 - Último duelo: 15 de mayo de 2024.
4. Orestes Barbero vs Jaime Conde (102 duelos) Primer duelo: 27 de octubre de 2021 - Último duelo: 29 de marzo de 2022.
5. Pablo Díaz vs Luis de Lama (85 duelos) Primer duelo: 24 de septiembre de 2020 - Último duelo: 13 de enero de 2024 (Noche de Campeones).

### Concursantes con más programas
1. Orestes Barbero (479 programas).
2. Pablo Díaz (310 programas).
3. Rafael Castaño (301 programas).
4. Manu Pascual (300 programas).

### Concursante más joven
Pablo Díaz (19 años) Primer programa: 26 de enero de 2017.

### Concursante de más edad
Sebastián Navarro (62 años) Último programa: 13 de abril de 2018.

### Duelo con más aciertos
14 de marzo de 2017: Julio Escartín vs Pablo Díaz (25 aciertos Julio - 24 aciertos Pablo).
27 de septiembre de 2021: Sofía Álvarez vs Marco Antonio Marcos (25 aciertos Sofía - 24 aciertos Marco Antonio).

### Duelo con menos aciertos
1. 16 de marzo de 2023: Rafael Castaño vs Orestes Barbero (25 aciertos Rafa - 0 aciertos Orestes).
2. 17 de enero de 2019: Francisco José González vs Javier (21 aciertos Fran - 5 aciertos Javier).

### Más segundos para el rosco
1. 6 de enero de 2024: Javier Dávila (186 segundos) *Especial Noche de Campeones
2. 10 de febrero de 2021: Pablo Díaz (185 segundos).
3. 7 de diciembre de 2018: Francisco José González (183 segundos).
4. 16 de marzo de 2023: Rafael Castaño (179 segundos).
5. 23 de noviembre de 2018: Francisco José González (178 segundos).

### Concursantes que ganaron el bote en su primer programa
1. 18 de septiembre de 2007: Daniel Cerrada.
2. 10 de enero de 2008: Francisco M. García.
3. 16 de junio de 2009: Jon Iñaki Aguado.
4. 9 de julio de 2009: Javier Granda.
5. 14 de marzo de 2017: Julio Escartín.

## Especiales (desde la segunda etapa en Antena 3)

### Copa de maestros (enero de 2022)
|  | Primera Ronda  | Primera Ronda  | Primera Ronda |               |               | Semifinales   | Semifinales | Semifinales |  |               | Final         | Final  | Final |  |
|  |                |                |               |               |               |               |             |             |  |               |               |        |       |  |
|  |                |                |               |               |               |               |             |             |  |               |               |        |       |  |
|  | Marta Sierra   | Marta Sierra   | 17A 2F        |               |               |               |             |             |  |               |               |        |       |  |
|  | Marta Sierra   | Marta Sierra   | 17A 2F        |               |               |               |             |             |  |               |               |        |       |  |
|  | Susana García  | Susana García  | 21A 0F        |               |               |               |             |             |  |               |               |        |       |  |
|  | Susana García  | Susana García  | 21A 0F        |               | Susana García | Susana García | 23A 0F      |             |  |               |               |        |       |  |
|  |                |                |               |               | Susana García | Susana García | 23A 0F      |             |  |               |               |        |       |  |
|  |                |                | María Hernanz | María Hernanz | 20A 2F        |               |             |             |  |               |               |        |       |  |
|  | Carlos Adán    | Carlos Adán    | María Hernanz | María Hernanz | 20A 2F        | 21A 3F        |             |             |  |               |               |        |       |  |
|  | Carlos Adán    | Carlos Adán    |               |               |               |               |             |             |  |               |               |        |       |  |
|  | María Hernanz  | María Hernanz  | 21A 0F        |               |               |               |             |             |  |               |               |        |       |  |
|  | María Hernanz  | María Hernanz  | 21A 0F        |               |               |               |             |             |  | Susana García | Susana García | 22A 3F |       |  |
|  |                |                |               |               |               |               |             |             |  | Susana García | Susana García | 22A 3F |       |  |
|  |                |                | Antonio Ruiz  | Antonio Ruiz  | 22A 0F        |               |             |             |  |               |               |        |       |  |
|  | Fran González  | Fran González  | Antonio Ruiz  | Antonio Ruiz  | 22A 0F        | 21A 4F        |             |             |  |               |               |        |       |  |
|  | Fran González  | Fran González  |               |               |               |               |             |             |  |               |               |        |       |  |
|  | Juanpe Gómez   | Juanpe Gómez   | 21A 0F        |               |               |               |             |             |  |               |               |        |       |  |
|  | Juanpe Gómez   | Juanpe Gómez   | 21A 0F        |               | Juanpe Gómez  | Juanpe Gómez  | 22A 3F      |             |  |               |               |        |       |  |
|  |                |                |               |               | Juanpe Gómez  | Juanpe Gómez  | 22A 3F      |             |  |               |               |        |       |  |
|  |                |                | Antonio Ruiz  | Antonio Ruiz  | 22A 0F        |               |             |             |  |               |               |        |       |  |
|  | Eduardo Benito | Eduardo Benito | Antonio Ruiz  | Antonio Ruiz  | 22A 0F        | 20A 0F        |             |             |  |               |               |        |       |  |
|  | Eduardo Benito | Eduardo Benito |               |               |               |               |             |             |  |               |               |        |       |  |
|  | Antonio Ruiz*  | Antonio Ruiz*  | 20A 0F        |               |               |               |             |             |  |               |               |        |       |  |
|  | Antonio Ruiz*  | Antonio Ruiz*  | 20A 0F        |               |               |               |             |             |  |               |               |        |       |  |
|  |                |                |               |               |               |               |             |             |  |               |               |        |       |  |

- Nota 1: A pesar de haber empatado, Antonio Ruiz se convirtió en ganador al haber hecho un tirón de aciertos más largo.

### Duelo de campeones (enero de 2023)
|  | Primera Ronda     | Primera Ronda     | Primera Ronda |               |                | Semifinales    | Semifinales | Semifinales |  |            | Final      | Final  | Final |  |
|  |                   |                   |               |               |                |                |             |             |  |            |            |        |       |  |
|  |                   |                   |               |               |                |                |             |             |  |            |            |        |       |  |
|  | Nacho Mangut*     | Nacho Mangut*     | 23A 0F        |               |                |                |             |             |  |            |            |        |       |  |
|  | Nacho Mangut*     | Nacho Mangut*     | 23A 0F        |               |                |                |             |             |  |            |            |        |       |  |
|  | Alberto Izquierdo | Alberto Izquierdo | 23A 0F        |               |                |                |             |             |  |            |            |        |       |  |
|  | Alberto Izquierdo | Alberto Izquierdo | 23A 0F        |               | Nacho Mangut   | Nacho Mangut   | 20A 4F      |             |  |            |            |        |       |  |
|  |                   |                   |               |               | Nacho Mangut   | Nacho Mangut   | 20A 4F      |             |  |            |            |        |       |  |
|  |                   |                   | Pablo Díaz    | Pablo Díaz    | 21A 1F         |                |             |             |  |            |            |        |       |  |
|  | César Garrido     | César Garrido     | Pablo Díaz    | Pablo Díaz    | 21A 1F         | 22A 2F         |             |             |  |            |            |        |       |  |
|  | César Garrido     | César Garrido     |               |               |                |                |             |             |  |            |            |        |       |  |
|  | Pablo Díaz        | Pablo Díaz        | 23A 1F        |               |                |                |             |             |  |            |            |        |       |  |
|  | Pablo Díaz        | Pablo Díaz        | 23A 1F        |               |                |                |             |             |  | Pablo Díaz | Pablo Díaz | 23A 0F |       |  |
|  |                   |                   |               |               |                |                |             |             |  | Pablo Díaz | Pablo Díaz | 23A 0F |       |  |
|  |                   |                   | Sofía Álvarez | Sofía Álvarez | 22A 2F         |                |             |             |  |            |            |        |       |  |
|  | Jero Hernández    | Jero Hernández    | Sofía Álvarez | Sofía Álvarez | 22A 2F         | 24A 1F         |             |             |  |            |            |        |       |  |
|  | Jero Hernández    | Jero Hernández    |               |               |                |                |             |             |  |            |            |        |       |  |
|  | Marta Terrasa     | Marta Terrasa     | 22A 3F        |               |                |                |             |             |  |            |            |        |       |  |
|  | Marta Terrasa     | Marta Terrasa     | 22A 3F        |               | Jero Hernández | Jero Hernández | 22A 2F      |             |  |            |            |        |       |  |
|  |                   |                   |               |               | Jero Hernández | Jero Hernández | 22A 2F      |             |  |            |            |        |       |  |
|  |                   |                   | Sofía Álvarez | Sofía Álvarez | 22A 0F         |                |             |             |  |            |            |        |       |  |
|  | Rosa Nestal       | Rosa Nestal       | Sofía Álvarez | Sofía Álvarez | 22A 0F         | 22A 1F         |             |             |  |            |            |        |       |  |
|  | Rosa Nestal       | Rosa Nestal       |               |               |                |                |             |             |  |            |            |        |       |  |
|  | Sofía Álvarez*    | Sofía Álvarez*    | 22A 1F        |               |                |                |             |             |  |            |            |        |       |  |
|  | Sofía Álvarez*    | Sofía Álvarez*    | 22A 1F        |               |                |                |             |             |  |            |            |        |       |  |
|  |                   |                   |               |               |                |                |             |             |  |            |            |        |       |  |

- Nota 1: A pesar de que hubo un empate, Nacho Mangut pasó a semifinales por haber tenido más aciertos en la primera vuelta.
- Nota 2: A pesar de que hubo un empate, Sofía Álvarez pasó a semifinales por haber tenido más aciertos en la primera vuelta.

### Noche de campeones (enero de 2024)
|  | Semifinales | Semifinales     | Semifinales  |              |                  | Final            | Final  | Final |  |
|  |             |                 |              |              |                  |                  |        |       |  |
|  |             |                 |              |              |                  |                  |        |       |  |
|  | 1           | Orestes Barbero | 23A 0F       |              |                  |                  |        |       |  |
|  | 1           | Orestes Barbero | 23A 0F       |              |                  |                  |        |       |  |
|  | 4           | Javier Dávila   | 22A 2F       |              |                  |                  |        |       |  |
|  | 4           | Javier Dávila   | 22A 2F       |              | Orestes Barbero* | Orestes Barbero* | 22A 1F |       |  |
|  |             |                 |              |              | Orestes Barbero* | Orestes Barbero* | 22A 1F |       |  |
|  |             |                 | Luis de Lama | Luis de Lama | 22A 1F           |                  |        |       |  |
|  | 3           | Pablo Díaz      | Luis de Lama | Luis de Lama | 22A 1F           | 23A 1F           |        |       |  |
|  | 3           | Pablo Díaz      |              |              |                  | 23A 1F           |        |       |  |
|  | 2           | Luis de Lama    | 23A 0F       |              |                  |                  |        |       |  |
|  | 2           | Luis de Lama    | 23A 0F       |              |                  |                  |        |       |  |
|  |             |                 |              |              |                  |                  |        |       |  |

- Nota 1: A pesar de haber empatado, Orestes Barbero ganó en la muerte súbita por 5-4 y quiso repartir el premio de 25.000€ con Luis de Lama, a lo que este último se negó.

## Audiencias
El concurso marcó su máximo histórico absoluto en espectadores, el 25 de febrero de 2021 con 4 844 000 espectadores. El récord histórico absoluto en cuota de pantalla corresponde al 16 de marzo de 2023 con un 37,4%.
| Audiencia por temporadas | Audiencia por temporadas | Audiencia por temporadas | Audiencia por temporadas |
| Temporada                | Canal                    | Audiencia                | Audiencia                |
| Temporada                | Canal                    | Espectadores             | Cuota                    |
| ------------------------ | ------------------------ | ------------------------ | ------------------------ |
| 2000/01                  | Antena 3                 | 1 909 000                | 23,0%                    |
| 2001/02                  | Antena 3                 | 2 012 000                | 22,4%                    |
| 2002/03                  | Antena 3                 | 1 844 000                | 20,4%                    |
| 2003/04                  | Antena 3                 | 2 081 000                | 20,6%                    |
| 2004/05                  | Antena 3                 | 2 345 000                | 22,0%                    |
| 02/2006 - 06/2006        | Antena 3                 | 1 865 000                | 17,5%                    |
| Total                    | Antena 3                 | 2 009 000                | 21,0%                    |
| 07/2007 - 08/2007        | Telecinco                | 1 226 000                | 17,7%                    |
| 2007/08                  | Telecinco                | 2 057 000                | 19,7%                    |
| 2008/09                  | Telecinco                | 2 269 000                | 20,7%                    |
| 2009/10                  | Telecinco                | 1 922 000                | N/A                      |
| 2010/11                  | Telecinco                | 2 004 000                | N/A                      |
| 2011/12                  | Telecinco                | 1 991 000                | N/A                      |
| 2012/13                  | Telecinco                | 2 021 000                | 16,6%                    |
| 2013/14                  | Telecinco                | 2 168 000                | 18,2%                    |
| 2014/15                  | Telecinco                | 2 133 000                | N/A                      |
| 2015/16                  | Telecinco                | 2 261 000                | 18,1%                    |
| 2016/17                  | Telecinco                | 1 946 000                | 16,3%                    |
| 2017/18                  | Telecinco                | 1 948 000                | 15,6%                    |
| 2018/19                  | Telecinco                | 2 045 000                | 17,2%                    |
| 09/2019                  | Telecinco                | 1 890 000                | 18,3%                    |
| Total                    | Telecinco                | 1 991 000                | 17,8%                    |
| 05/2020 - 08/2020        | Antena 3                 | 1 658 000                | 16,8%                    |
| 2020/21                  | Antena 3                 | 2 725 000                | 22,3%                    |
| 2021/22                  | Antena 3                 | 2 353 000                | 22,5%                    |
| 2022/23                  | Antena 3                 | 2 237 000                | 22,1%                    |
| 2023/24                  | Antena 3                 | 1 773 000                | 18,4%                    |
| 2024/25                  | Antena 3                 | 1 681 000 (*)            | 18,3% (*)                |
| Total                    | Antena 3                 | 2 074 000                | 20,0%                    |

## Premios
| Año                                                                                       | Categoría | Dirigido a                                   | Resultado                        |
| TP de Oro (Revista Teleprograma)                                                          | TP de Oro (Revista Teleprograma) | TP de Oro (Revista Teleprograma)             | TP de Oro (Revista Teleprograma) |
| ----------------------------------------------------------------------------------------- | --- | -------------------------------------------- | -------------------------------- |
| 2001                                                                                      | Mejor Concurso | Mejor Concurso                               | Nominado                         |
| 2002                                                                                      | Mejor Concurso | Mejor Concurso                               | Ganador                          |
| 2002                                                                                      | Mejor Presentadora | Silvia Jato                                  | Nominada                         |
| 2003                                                                                      | Mejor Concurso | Mejor Concurso                               | Ganador                          |
| 2003                                                                                      | Mejor Presentadora | Silvia Jato                                  | Nominada                         |
| 2004                                                                                      | Mejor Concurso | Mejor Concurso                               | Ganador                          |
| 2004                                                                                      | Mejor Presentadora | Silvia Jato                                  | Nominada                         |
| 2005                                                                                      | Mejor Concurso | Mejor Concurso                               | Ganador                          |
| 2008                                                                                      | Mejor Concurso | Mejor Concurso                               | Nominado                         |
| 2009                                                                                      | Mejor Concurso | Mejor Concurso                               | Ganador                          |
| 2010                                                                                      | Mejor Concurso | Mejor Concurso                               | Ganador                          |
| 2011                                                                                      | Mejor Concurso | Mejor Concurso                               | Ganador                          |
| 2012                                                                                      | Mejor Concurso | Mejor Concurso                               | Nominado                         |
| Premios Iris (Academia de Televisión y de las Ciencias y Artes del Audiovisual de España) | |                                              |                                  |
| 2004                                                                                      | Mejor Comunicadora de Programas de Entretenimiento | Silvia Jato                                  | Nominada                         |
| 2005                                                                                      | Mejor Comunicadora de Programas de Entretenimiento | Silvia Jato                                  | Nominada                         |
| 2012                                                                                      | Mejor Presentador de Programas de Entretenimiento | Christian Gálvez                             | Nominado                         |
| 2012                                                                                      | Mejor Guion | Equipo de guionistas de 'Pasapalabra'        | Nominados                        |
| 2015                                                                                      | Mejor Presentador de Programas de Entretenimiento | Christian Gálvez                             | Nominado                         |
| 2016                                                                                      | Mejor Presentador de Programas de Entretenimiento | Christian Gálvez                             | Nominado                         |
| 2017                                                                                      | Mejor Presentador de Programas de Entretenimiento | Christian Gálvez                             | Ganador                          |
| 2020                                                                                      | Mejor Presentador de Programas de Entretenimiento | Roberto Leal                                 | Nominado                         |
| 2021                                                                                      | Mejor Presentador de Programas de Entretenimiento | Roberto Leal                                 | Ganador                          |
| Premios Zapping (Asociación de Consumidores de Medios Audiovisuales de Cataluña)          | |                                              |                                  |
| 2004                                                                                      | Mejor Concurso | Mejor Concurso                               | Ganador                          |
| 2004                                                                                      | Mejor Presentador/a | Silvia Jato                                  | Nominada                         |
| 2008                                                                                      | Mejor Concurso | Mejor Concurso                               | Nominado                         |
| 2015                                                                                      | Mejor Presentador/a | Christian Gálvez                             | Nominado                         |
| 2019                                                                                      | Mejor Presentador/a | Christian Gálvez                             | Nominado                         |
| 2019                                                                                      | Mejor Programa de Entretenimiento / Concurso | Mejor Programa de Entretenimiento / Concurso | Nominado                         |
| 2021                                                                                      | Mejor Programa de Entretenimiento / Concurso | Atresmedia Televisión e ITV Studios          | Nominado                         |
| 2021                                                                                      | Mejor Presentador/a | Roberto Leal                                 | Nominado                         |
| 2022                                                                                      | Mejor Presentador/a | Roberto Leal                                 | Nominado                         |
| Premios Ondas (Ràdio Barcelona, Grupo Prisa)                                              | |                                              |                                  |
| 2010                                                                                      | Premio Especial del Jurado: «Por la consolidación de un formato que ha marcado una década de éxito en la televisión y por dignificar el entretenimiento divulgativo» | Pasapalabra                                  | Ganador                          |
| 2021                                                                                      | Nacionales de Televisión: Mejor Presentador/a | Roberto Leal                                 | Ganador                          |
| Antena de Oro (Federación de Asociaciones de Radio y Televisión de España)                | |                                              |                                  |
| 2011                                                                                      | Televisión | Christian Gálvez                             | Ganador                          |

## Formato internacional
- Chile, Uruguay, Francia, Italia (de donde es originario "El rosco"), Turquía, Reino Unido, Portugal, Grecia y Argentina han contado en algún momento con sus propias versiones del programa.
- Colombia contó hace algunos años con su propia versión, «Pasapalabra», transmitida por Canal RCN y conducido por la presentadora de noticias Jéssica de la Peña.
- Pasapalabra Argentina contó con la conducción de Claribel Medina en 2002 para Azul TV. Desde el 21 de enero de 2016 hasta el 10 de abril de 2020, fue transmitido por El Trece (además de actualmente ser producido por Turner Argentina, parte de Warner Bros. Latinoamérica), esta vez con la conducción del modelo y presentador Iván de Pineda. El programa se mantuvo sin emisión durante la pandemia de coronavirus después de más de 4 años ininterrumpidos en el aire.
- En Chile, Pasapalabra se emite desde el 5 de enero de 2018. Se emite de domingo a jueves por Chilevisión y es conducido por Julián Elfenbein.[104]
- Uruguay cuenta con su propia versión del programa desde el 11 de marzo de 2019. Se emite por Canal 10 y cuenta con la conducción de Jorge Piñeyrúa.[105][106]
- Panamá contó con su propia versión del programa, que se emitió desde el 18 de octubre de 2021, por TVN Panamá, conducido por la presentadora y modelo, Marelissa Him.[107]